# Pschornia megaloura
Pschornia megaloura är en stekelart som beskrevs av Henry Keith Townes, Jr. 1981. Pschornia megaloura ingår i släktet Pschornia, och familjen svartsteklar. Arten är reproducerande i Sverige.